# Бічер (Іллінойс)
Бічер (англ. Beecher) — селище (англ. village) в США, в окрузі Вілл штату Іллінойс. Населення — 4713 особи (2020).

## Географія
Бічер розташований за координатами 41°21′1″ пн. ш. 87°37′1″ зх. д. / 41.35028° пн. ш. 87.61694° зх. д. (41.350311, -87.617020).  За даними Бюро перепису населення США в 2010 році селище мало площу 7,67 км², уся площа — суходіл.

## Демографія
Згідно з переписом 2010 року, у селищі мешкало 4359 осіб у 1581 домогосподарстві у складі 1194 родин. Густота населення становила 568 осіб/км².  Було 1707 помешкань (223/км²).
Расовий склад населення:
| - 93,6 % — білих - 3,1 % — чорних або афроамериканців - 0,4 % — азіатів - 0,1 % — корінних американців - 1,3 % — осіб інших рас |

До двох чи більше рас належало 1,4 %. Частка іспаномовних становила 6,3 % від усіх жителів.
За віковим діапазоном населення розподілялося таким чином: 25,5 % — особи молодші 18 років, 59,5 % — особи у віці 18—64 років, 15,0 % — особи у віці 65 років та старші. Медіана віку мешканця становила 40,3 року. На 100 осіб жіночої статі у селищі припадало 91,3 чоловіків;  на 100 жінок у віці від 18 років та старших — 87,4 чоловіків також старших 18 років.
Середній дохід на одне домашнє господарство  становив 70 761 долар США (медіана — 62 768), а середній дохід на одну сім'ю — 79 293 долари (медіана — 75 343). Медіана доходів становила 60 041 долар для чоловіків та 50 028 доларів для жінок. За межею бідності перебувало 5,6 % осіб, у тому числі 7,5 % дітей у віці до 18 років та 8,9 % осіб у віці 65 років та старших.
Цивільне працевлаштоване населення становило 1964 особи. Основні галузі зайнятості: освіта, охорона здоров'я та соціальна допомога — 26,4 %, роздрібна торгівля — 15,4 %, виробництво — 12,0 %, науковці, спеціалісти, менеджери — 10,5 %.